# Slaterocoris alpinus
Slaterocoris alpinus är en insektsart som beskrevs av Kelton 1968. Slaterocoris alpinus ingår i släktet Slaterocoris och familjen ängsskinnbaggar. Inga underarter finns listade i Catalogue of Life.